# Yenko Stinger
Der Yenko Stinger ist ein Supersportwagen, der von 1965 bis 1969 von der Yenko Sportscars, Inc. in Canonsburg (Pennsylvania) auf Basis des Chevrolet Corvair gebaut wurde.
Donald Yenko, der zunächst Rennen auf Chevrolet Corvette fuhr, musste 1965 feststellen, dass er gegen die neuen Shelby Mustang nicht mehr konkurrenzfähig war. Er entschloss sich daher, künftig auf Chevrolet Corvair zu fahren. Der serienmäßige Corvair allerdings passte in keine der Kategorien des Sports Car Club of America (SCCA). Daher baute er einen Corvair Corsa so um, dass er dem Reglement für Sportwagen entsprach: Er baute den Rücksitz aus und tunte den Motor. Allerdings verlangte der SCCA eine Auflage von mindestens 100 Fahrzeugen, um den neuen Wagen als Serienfahrzeug (und nicht als Prototyp, was eine andere Klasse gewesen wäre) anzuerkennen. Yenko rüstete daher noch 1965 innerhalb nur eines Monats die geforderte Anzahl von Corvairs um und bot sie als Yenko Stinger an.
Entsprechend dem Reglement waren alle diese Wagen weiß lackiert, unterschieden sich sonst aber in vielerlei Hinsicht: Einige hatten Veränderungen an der Karosserie, wie z. B. eine Motorhaube aus GFK mit Spoilern, andere wieder nicht. Auch gab es vier Leistungsstufen. Die Stufen 1–3 behielten den serienmäßigen Sechszylinder-Boxermotor mit 2687 cm³ Hubraum, der im Corvair mit vier Vergasern 140 bhp (ca. 103 kW) bei 5200 min−1 leistete. Stufe 1 lieferte 160 bhp (ca. 118 kW) bei 5500 min−1, Stufe 2 brachte es auf 190 bhp (140 kW) bei ebenfalls 5500 min−1 und Stufe 3 entwickelte 220 bhp (162 kW) bei 6000 min−1. Darüber hinaus gab es eine Stufe 4, bei der der Motor auf 2884 cm³ aufgebohrt war (Bohrung 90,4 mm anstatt 87,1 mm, Hub unverändert 74,7 mm) und 240 bhp (176 kW) bei 6000 min−1 leistete. All diese Fahrzeuge wurden von Chevrolet ab Werk mit einem verstärkten Fahrwerk, einer niedrigeren Lenkübersetzung, einem teilgesperrten Positraction-Differential (50 Stück mit Übersetzung 1 : 3,89 und 50 Stück mit Übersetzung 1 : 3,55) und zwei Hauptbremszylindern ausgerüstet. Letztere Änderung gegenüber der Serie 1966 wurde ab dem Folgejahr bei allen Corvair serienmäßig eingebaut.
Der Stinger trat in der Klasse D für Serienfahrzeuge an, die damals vom Triumph TR4 dominiert wurde. Im ersten Rennen im Januar 1966 wurde ein Stinger Zweiter mit nur 1 Sekunde Rückstand gegenüber dem Triumph. Zum Ende der Saison 1966 hatte Jerry Thomson die Central Division Championship gewonnen und den fünften Platz in der National Championship erreicht. Dick Thompson, vorher ein sehr erfolgreicher Rennfahrer auf Corvette gewann die Northeast Division Championship und Jim Spencer hatte die National Championship gewonnen, wobei Dino Milani Zweiter wurde.
Im Folgejahr aber ließ Chevrolet den Corvair Corsa auslaufen und bot nur noch den Corvair Monza an, der bei gleichem Hubraum, aber nur zwei Vergaser besaß und 95 bhp (70 kW) bei 3600 min−1 leistete. Auf besonderen Kundenwunsch installierte Chevrolet weiterhin den Corsa-Motor zusammen mit dem lang übersetzten 1 : 3,89 – Differential. Allerdings gab es beim Monza keinen Drehzahlmesser und keine Temperaturanzeige für die Zylinderköpfe. Diese Instrumente mussten daher von Yenko nachgerüstet werden. Die SCCA wiederum hatte das Reglement gelockert und ließ nun auch Sportwagen mit roter und blauer Lackierung zu den Rennen zu. Es sollten 1967 nur 14 Stinger entstanden sein, aber Dana Chevrolet, Yenko-Stinger-Händler an der Westküste der USA, bestellte mit Yenkos Einverständnis drei weitere Stinger bei Chevrolet, die allerdings die strengeren kalifornischen Emissionsvorschriften erfüllen mussten.
Insgesamt sollen 185 Stinger entstanden sein. Der letzte hatte die Fahrgestellnummer YS-9700 und wurde zur Jahreswende 1969/1970 für Goodyear als Reifentestfahrzeug gebaut. Der Komiker, Fernsehstar und Automobilenthusiast Tim Allen fuhr einen Yenko Stinger mit der Fahrgestellnummer YS-043  bis ca. Juni 2009.